# Nemesis (Resident Evil)
Nemesis (追跡者), também chamado de Pursuer ou Chaser (追跡者, Tsuisekisha), é um personagem fictício da série Resident Evil. Criado pela Capcom, apareceu pela primeira vez em Resident Evil 3: Nemesis, antes de emergir em outros títulos e em participações especiais. Também aparece em vários produtos e no filme Resident Evil: Apocalypse. O personagem foi dublado por um ator não-creditado no jogo e interpretado por Matthew G. Taylor no filme.
Nemesis é uma arma bio-orgânica criada pela Umbrella Corporation como uma forma de supersoldado. Desenvolvido como um aprimoramento do último ser da Umbrella, Tyrant, Nemesis pode usar armas e pensar de forma independente o suficiente para superar obstáculos a fim de completar sua missão. Solto em Raccoon City durante a infecção do T-Vírus, suas ordens são para assassinar todos os membros dos S.T.A.R.S. que sobreviveram ao incidente da mansão, com Jill Valentine sendo seu alvo principal, tornando-se assim o arqui-inimigo da personagem.
Desde a introdução de Nemesis, o personagem foi bem recebido e é lembrado como um dos mais populares da série. Publicações, como GamePro, elogiaram seu papel como um vilão intimidador, enquanto outras como IGN e GameDaily o consideram um dos seus monstros mais assustadores e favoritos dos jogos eletrônicos. O público em geral também elogiou o personagem, recebendo uma menção no Filter da G4 e no GameSpot como um de seus vilões favoritos de todos os tempos.

## Concepção e desenho
Introduzido em Resident Evil 3, Nemesis foi desenhado sob o conceito de um "monstro enorme e opressor que poderia usar armas e [...] localizá-lo inteligentemente em qualquer lugar". Durante o desenvolvimento, muitos esboços diferentes foram considerados. Apesar de alguns elementos terem permanecido constantes entre eles, os primeiros apresentavam diversos graus diferentes de dano na superfície, assim como opções diferentes para a vestimenta, tais quais um colete a prova de balas ao invés de um casaco ou um desenho nu similar ao Tyrant original de Resident Evil.
Na história da série, Nemesis é o resultado de infectar um Tyrant — uma arma biológica humanoide criada para ser a forma de vida definitiva — com um organismo parasítico, criado para aumentar sua inteligência. Ao ser infectado, o parasita toma o controle do sistema nervoso do Tyrant, formando seu próprio cérebro e permitindo-lhe seguir instruções precisas e tomar decisões sem a necessidade de instruções constantes. Vestindo calças, sobretudo, botas e luvas pretas, Nemesis está armado com um lança-mísseis, montado em seu braço esquerdo. Para enfatizar seu desenho como um protótipo, os desenvolvedores do jogo deixaram músculos expostos em seu corpo e adicionaram pontos para cobrir o olho direito. Sua outra característica marcante é dizer o nome do alvo ao vê-lo e assim, o atacar.
As secreções do parasita o concede habilidades regenerativas elevadas, que resultam em danos a pele e a emergência de tentáculos adicionais, assim como mutações imprevisíveis para resistir a ataques futuros. Em Resident Evil 3, os instintos de sobrevivência da criatura eventualmente excedem sua programação, fazendo com que o corpo do hospedeiro rejeite o parasita e se transforme em um órgão digestivo gigante. Apresentando grandes protuberâncias centrais de osso e tentáculos alongados, ele rasteja em busca de uma presa, ao mesmo tempo em que continua tentando completar sua missão, apesar de agora sua inteligência estar reduzida. Este desenho provou ser o mais difícil para a equipe de desenvolvimento do jogo, uma vez que tentaram deixá-lo da forma mais única possível.

## Aparições

### Em jogos eletrônicos
Nemesis, nomeado a partir da deusa da vingança da mitologia grega, aparece primeiramente em Resident Evil 3 como o personagem-título do jogo e principal antagonista. Produto de anos de pesquisa, o protótipo é enviado pela Umbrella Corporation para caçar e matar os S.T.A.R.S. como um teste de campo e como vingança pela destruição do Tyrant original. A protagonista do jogo, Jill Valentine, encontra Nemesis pela primeira vez do lado de fora da delegacia de polícia de Raccoon City, onde ele mata Brad Vickers e então a persegue, pronunciando "STARS..." quando a vê. Nemesis continua seguindo Valentine pelo jogo, atacando-a com socos e agarrando pelo pescoço, e depois com um lança-mísseis. Após perder seu sobretudo como resultado de vários danos, o monstro se transforma e ganha a habilidade de atacar com tentáculos longos que podem se estender. Apesar de posteriormente ser submergido em ácido, Nemesis continua a perseguição e se modifica para um monstro muito maior após absorver um Tyrant morto, obtendo a habilidade de vomitar veneno. Jill finalmente o destrói usando um canhão elétrico.
Nemesis também aparece em Resident Evil: Survivor 2, caçando o jogador se ele falha em completar o nível antes do limite de tempo expirar e o matando instantaneamente se o atinge; também pode ser enfrentado como um chefe secreto armado com um lança-mísseis se o jogador atingiu as condições próprias ao completar o jogo. Nemesis retorna para o capítulo de Resident Evil 3 de Resident Evil: The Umbrella Chronicles, no qual persegue Jill da mesma maneira que no jogo original e muda a sua forma para a secundária como um chefe. Em jogos portáteis Nemesis é visto também em Biohazard: Zombie Shooter onde, por questões de censura, era mostrado em uma cor cinza. Ele também aparece em Resident Evil: The Missions, Biohazard: The Stories e Biohazard: The Episodes, nos quais em pequenas missões ele perseguia Jill pelas ruas e na delegacia de Raccoon City. Ele também é visto em Resident Evil: Operation Raccoon City, onde sua programação está danificada e o serviço de segurança da Umbrella é mandada para encontrar um parasita para consertá-lo. Uma vez encontrado, os jogadores devem derrotar Nemesis e injetá-lo com o parasita.
Junto a Jill, Nemesis também aparece no título da Capcom Under the Skin, e age como um chefe do qual o jogador deve roubar moedas em um nível inspirado em Raccoon City. Cards de personagem para Nemesis apareceram em SVC: Card Fighters' Clash 2 Expand Edition e sua sequência para Nintendo DS.

### Em filmes
Nemesis aparece no filme Resident Evil: Apocalypse, sendo interpretado por Matthew G. Taylor. O desenho do personagem permaneceu relativamente intacto, apresentando um lança-mísseis e um traje similar, mas com a adição de um canhão elétrico montado em seu antebraço, modelado a partir de uma minigun fortemente modificada. O diretor Paul W. S. Anderson comentou que a adição da arma foi inspirada na ideia de Nemesis "andar por aí com uma arma gigantesca e poderosa em cada mão e ficar quase que indeciso quanto a qual utilizar". A roupa para o personagem foi criada pela Kropserkel Inc. e PJFX Studios, e possui uma altura de aproximadamente dois metros e vinte centímetros, pesando cerca de 45 quilos. Após a produção de Apocalypse ter sido finalizada, a roupa foi restaurada e posta para exibição nos escritórios da Kropserkel.
Ainda que o desenho de Nemesis tenha permanecido similar, o personagem em si foi expandido, agora retratado como um vilão trágico. Anteriormente Matt Addison, um sobrevivente dos eventos do primeiro filme, ele foi infectado com o T-virus após ser arranhado por um licker e mais tarde capturado pela Umbrella Corporation, tornando-se numa cobaia. Transformado em Nemesis, ele é enviado para assassinar os membros sobreviventes dos S.T.A.R.S, mas relembra a sua humanidade após lutar com Alice, e luta junto aos protagonistas próximo ao término do filme. Nemesis é eventualmente esmagado por um helicóptero, e mais tarde morto pela explosão nuclear que destrói Raccoon City.

### Em adaptações impressas
Nemesis foi incluído em um manhua de Lee Chung Hing publicado em Hong Kong em 1999, que adaptava Resident Evil 3, intitulado Biohazard 3: Last Escape, seguindo o título japonês do jogo. A série de 27 edições aumenta a história do passado de Nemesis, detalhando sua origem ao mostrar a infecção e transformação do Tyrant original pelo parasita que o gerou. Alguns elementos foram modificados, como o fato de Nemesis ter ambos os olhos inicialmente, perdendo o olho direito e ganhando grampos cranianos somente após um encontro com Jill. A história em quadrinhos também introduz personagens de Resident Evil 2 no enredo, o que resulta em um confronto entre Nemesis e o mutado William Birkin próximo ao final da série.
Em 2000, Simon & Schuster publicou uma romantização de Resident Evil 3 escrita por S. D. Perry. Apesar de não ter sido mudado em sua maioria, Nemesis é imediatamente reconhecido como um Tyrant modificado no romance, e passa a ser chamado dessa forma por Jill Valentine após esta ponderar quanto ao por quê ele a caça. Ao invés de sofrer mutação devido aos danos recebidos, Nemesis se modifica perto do final da história em sua perseguição a Jill, com sua segunda forma do jogo sendo sua aparência real por debaixo do seu sobretudo.
Uma romantização de Apocalypse escrita por Keith R. A. DeCandido foi lançada em 2004. No livro, Matt e Nemesis agem como personalidades separadas dentro de um mesmo corpo, ambos conscientes, mas com Nemesis como dominante. Matt eventualmente recupera o controle após seu corpo ter sido empalado em um caco de metal enquanto lutava com Alice, ao mostrar a Nemesis suas memórias de experimentações da Umbrella. O personagem é posteriormente mencionado na romantização de Resident Evil: Extinction, na qual o antagonista Doutor Isaacs considera Nemesis seu maior sucesso e seu maior fracasso, odiando menções a ele e culpando o desejo da Umbrella em enviá-lo a um teste de campo imediatamente.

## Impacto cultural

### Promoção e produtos
Nemesis aparece na capa de todas as versões de Resident Evil 3,[carece de fontes?] e é mencionado proeminentemente em panfletos de Resident Evil: Survivor 2. A Capcom também lançou produtos comerciais modelados a partir do personagem, como uma máscara de Dia das bruxas em tamanho adulto, e mais tarde um anel prateado modelado a partir da cabeça de Nemesis, disponível para compra através de sua loja online japonesa. A Palisades Toys usou sua imagem para criar um action figure em pose, que foi lançado junto com outras figuras baseadas em Resident Evil, com uma base e um lança-mísseis equipável na embalagem. Moby Dick lançou sua própria linha de action figures de Resident Evil em pares, com um personagem jogável e um inimigo. A primeira e segunda formas de Nemesis foram incluídas na série, a primeira contendo uma cabeça alternativa e um lança-misseis equipável. Cada par inclui ainda uma parte de um action figure da terceira forma de Nemesis, que mede sessenta centímetros de comprimento quando completado.

### Recepção

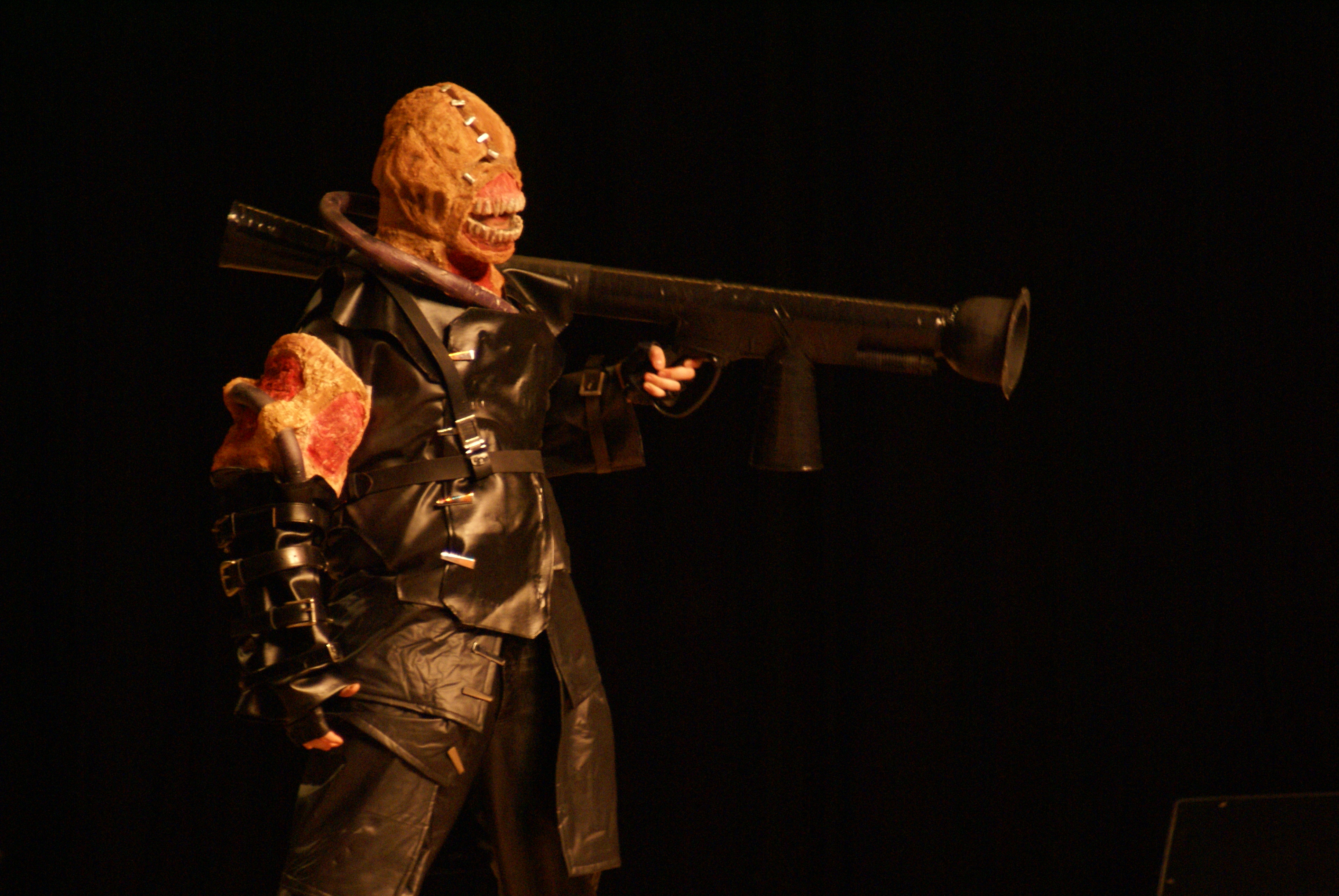
Um cosplay de Nemesis em 2006.

Após sua estreia em 1999, Nemesis se tornou em um dos personagens mais reconhecidos e populares da série Resident Evil. O programa Filter da G4 o nomeou um dos dez maiores vilões de jogos eletrônicos de todos os tempos através de seleção pelos espectadores, ficando na quinta posição da lista. Doug Perry da IGN afirmou que ele é sua parte preferida de Resident Evil 3, comentando: "A questão é, ele é implacável, tem várias surpresas guardadas para você além de pés rápidos e uma arma grande". Em um artigo posterior, Jesse Schedeen afirmou que Nemesis era um de seus monstros mais preferidos, mas sentiu desdém por sua apresentação no filme. Eles também nomearam-no como um dos melhores chefes da série, chamando-o de "o que pode ser a criação mais temível da história da Umbrella", o comparando ao T-1000 de Terminator 2: Judgment Day, e mais tarde classificando-o como um dos cem maiores vilões de jogos, deixando o personagem na 59º posição, que foi descrito como horrível não por sua aparência ou ataques, mas por sua persistência. O 1UP.com classificou a batalha contra Nemesis como uma das "25 batalhas de chefe mais implacáveis de todos os tempos", dizendo: "Existem diversos chefes da série Resident Evil que valem a pena mencionar... mas aquele que até hoje a maior parte das pessoas indicam como o mais implacável do grupo é Nemesis".
A GamePro colocou Nemesis na 29ª posição de sua lista de "47 vilões mais diabólicos de jogos eletrônicos", afirmando que o personagem "fez de RE3 memorável até mesmo entre os outros lançamentos superiores da série". Ele ficou na quarta posição no artigo "dez mortos-vivos mais implacáveis" da Electronic Gaming Monthly, que descreveu seu papel como um vilão simples e ainda assim eficaz. Na sua lista de maiores vilões de jogos, a GameSpot classificou Nemesis na oitava posição, comentando a popularidade alta do personagem entre os fãs quando comparado com o Tyrant. O GameDaily o listou como um de seus personagens favoritos da Capcom, afirmando que "a série Resident Evil possui uma enorme quantidade de vilões memoráveis para escolher... mas Nemesis é o nosso favorito". Adicionalmente, o personagem ficou na quinta posição na lista dos "25 monstros de jogos eletrônicos mais assustadores" feita pela revista, sendo também nomeado como um dos seus personagens mortos-vivos favoritos em jogos eletrônicos.